# لوان گارسیا

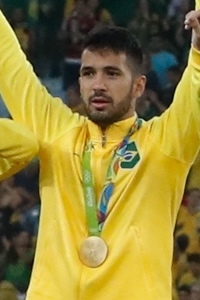
لوان گارسیا در سال ۲۰۱۶

لوان گارسیا (انگلیسی: Luan Garcia؛ زادهٔ ۱۰ مهٔ ۱۹۹۳) یک بازیکن فوتبال اهل برزیل است که در پست مدافع برای واسکو دوگاما در لیگ برتر فوتبال برزیل بازی می‌کند.
وی به همراه تیم ملی فوتبال زیر ۲۳ سال برزیل در بازی‌های المپیک تابستانی ۲۰۱۶ حضور داشت.
وی همچنین در بازی‌های پان امریکن ۲۰۱۵ مدال برنز را کسب کرد.